# Università Pedagogica Nazionale di Charkiv
L'Università pedagogica nazionale di Charkiv H.S. Skovoroda (in ucraino Харківський національний педагогічний університет імені Григорія Сковороди?, Charkivs'kyj nacional'nyj pedahohičnyj universytet imeni Hryhorija Skovorody) è un'università di Charkiv intitolata al poeta e filosofo ucraino Hryhorij Savyč Skovoroda.
Fondata nel 1804, è una delle più antiche università dell'Ucraina. Vi sono circa 10.000 studenti e il corpo docente è costituito da oltre 200 insegnanti.
Comprende 47 tra facoltà, istituti e dipartimenti. Vi sono inoltre licei per la formazione degli insegnanti delle scuole superiori e scuole tecniche specialistiche in vari settori.

## Facoltà e istituti
Tra le principali facoltà  e istituti vi sono:
- Facoltà di pedagogia e psicologia educativo-scientifica
- Facoltà di giurisprudenza
- Facoltà di economia
- Facoltà di lettere
- Facoltà di lingua e letteratura ucraina
- Facoltà di lingua e letteratura russa
- World Languages Institute
- Facoltà di psicologia e sociologia
- Facoltà di fisica e matematica
- Facoltà di storia
- Istituto d'arte
- Facoltà di scienze naturali
- Facoltà di educazione elementare
- Facoltà di educazione prescolare
- Facoltà di educazione fisica
- Facoltà di arti grafiche
- Istituto dei cosacchi d'Ucraina
- Istituto di istruzione post laurea